# Меркурій (цар Мукурри)
Меркурій (д/н — 710) — 2-й цар об'єднаної держави Мукурри і Нобатії у 696—710 роках.

## Життєпис
Син або онук царя Калідурута. Посів трон близько 696 року. Ймовірно за його часів завершився процес об'єднання з Нобатія, де остання втратила будь-яку автономію. Окремі згадки про це в царському написі в м. Тайфа від 710 року. Статус Нобатії було звеншено до першої з провінції, на чолі якого поставив епархів.
Значну увагу приділяв християнізації населення та зведення церков. Ймовірно за це єгипетський історик Іоанн Диякон називав його Новим Костянтином. Зокрема, залишився запис про фундацію в Парохасі, колишній столиці Нобатії, величної церкви. Крім того, християнські проповідники відправлялися в сусідні держави.
Також відомий захистом своїх земель від вторгнення арабських кочових племен з Єгипту та племен беджа. Помер близько 710 року. Йому спадкував син Захаріас I.